# Jean-Baptiste Fresez

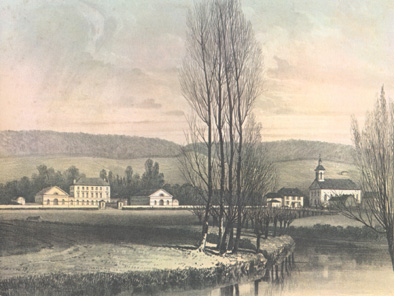
Jean-Baptiste Fresez: Ansicht von Walferdingen

Jean-Baptiste Fresez (* 10. Juli 1800 in Longwy, Frankreich; † 31. März 1867 ebenda) war ein luxemburgischer Maler. 
Fresez studierte Kunst an der Akademie der schönen Künste in Brüssel. 1802 zog er mit seinen Eltern nach Luxemburg. Sein Vater arbeitete in der Porzellan-Manufaktur in Siweburen. 1848 nahm er die luxemburgische Staatsangehörigkeit an.
Einige Werke des Malers sind im luxemburgischen Staatsmuseum (Musée national d'histoire et d'art) zu sehen. Zu seinen Ehren wurde 1952 in Luxemburg eine Briefmarke herausgebracht.

## Werke
- 1828 Vues de la Ville de Luxembourg
- 1857 Album pittoresque du Grand-Duché de Luxembourg, Edition: Vic Hoffmann, 1932 neu herausgegeben durch Linden und Hansen, sowie 1968 durch Kutter sowie 1990 durch die Messageries du Livre,
- Serie von Tellern mit Motiven des Malers, herausgegeben durch die Manufaktur Siweburen.